# کلارکسویل (دلاویر)
کلارکسویل (به انگلیسی: Clarksville) یک منطقهٔ مسکونی در ایالات متحده آمریکا است که در شهرستان ساسکس، دلاویر واقع شده‌است. کلارکسویل ۴٫۸۸ متر بالاتر از سطح دریا واقع شده‌است.